# Friesen
Friesen är en kommun i departementet Haut-Rhin i regionen Grand Est (tidigare regionen Alsace) i nordöstra Frankrike. Kommunen ligger i kantonen Hirsingue som tillhör arrondissementet Altkirch. År 2022 hade Friesen 667 invånare.

## Befolkningsutveckling
Antalet invånare i kommunen Friesen
| Referens: INSEE |